# Erika von Thellmann
Erika von Thellmann (31. srpna 1902 Levoča – 27. října 1988 Calw) byla německo-rakouská herečka.

## Život
Narodila se v Levoči v  rodině c.k. důstojníka. Vyrůstala v Dubrovníku, který opustila na začátku první světové války. Navštěvovala střední školu v Cannstattu a od roku 1918 brala hodiny herectví. Podle zákona o zrušení rakouské šlechty se od roku 1919 jmenovala Thellmann. Debutovala v roce 1919 ve Württembergisches Landestheater ve Stuttgartu. Následující rok přešla do Deutsches Theater Berlin, kde byla v následujících letech součástí souboru a stala se známou jako subreta. Hostující vystoupení ji zavedla na různá další pódia, včetně Wilde Bühne a v roce 1928 do New Yorku.
V raném věku se objevila v němých filmech, ve vyšším věku se objevila v mnoha vedlejších filmových rolích. Hrála milé, ale často poněkud pošetilé dámy. S přibližně 160 filmovými rolemi, včetně mnoha krátkých vystoupení, byla Erika von Thellmann jednou z nejvytíženějších německy mluvících filmových hereček.
Pokračovala také ve své divadelní kariéře a po 2. světové válce hostovala mimo jiné v Kleinen Komödie v Mnichově a v Komödie v Berlíně. Později se objevila i v televizních filmech. Od roku 1929 byla Erika von Thellmann dočasně provdána za zpěváka Tino Pattiera (1890–1966), poté za ředitele sanatoria Helmutha Römera (1900–1989).